# Zemská silnice B20

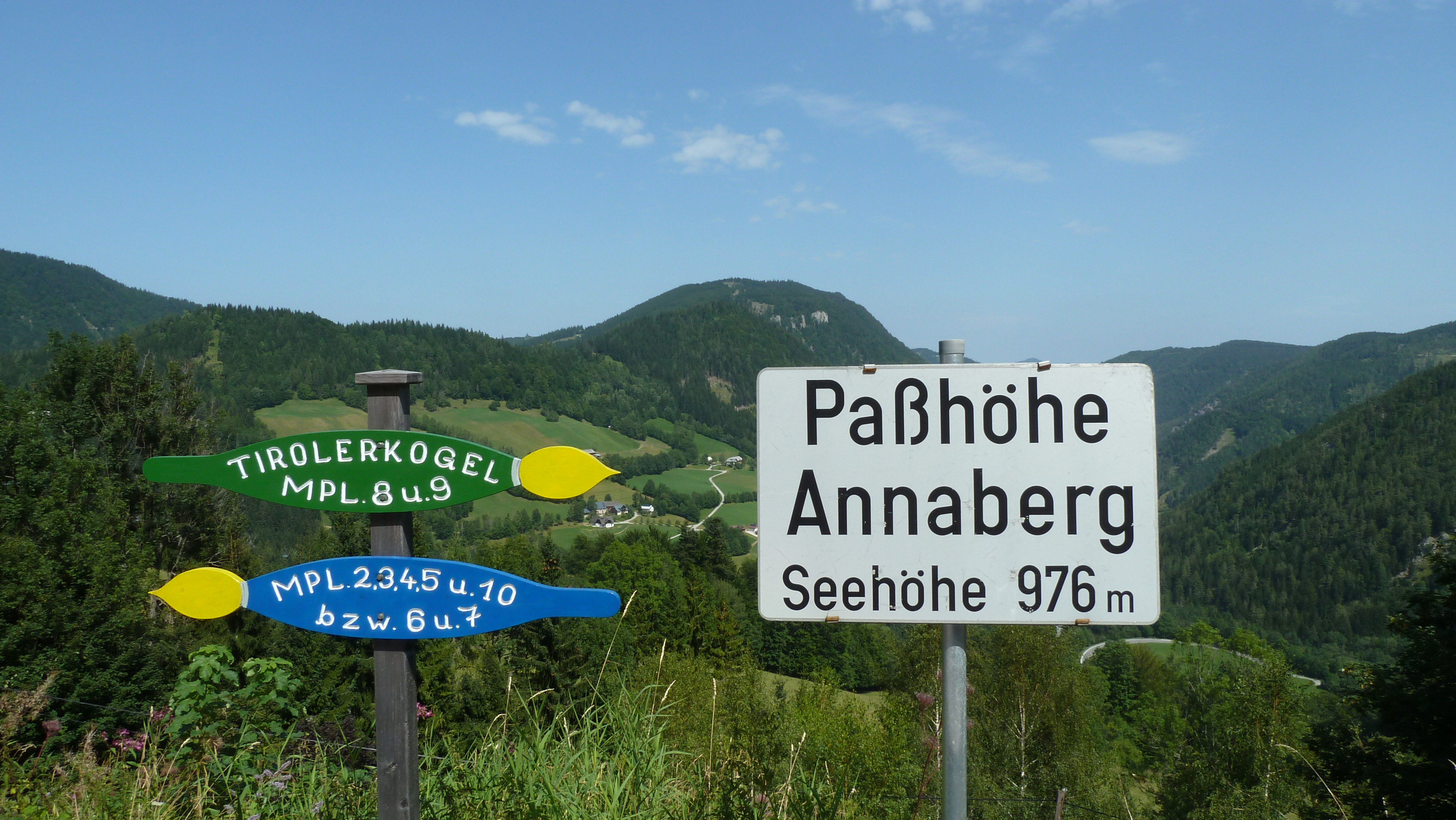
Na horském sedle Annaberg

Zemská silnice Mariazeller Straße B20 je silnice, která vede z města St. Pölten v Dolním Rakousku do města Kapfenberg ve Štýrsku. Spojuje v podstatě zemskou silnici Wiener Straße B1 a Westautobahn A1 s rychlostními silnicemi Semmering Schnellstraße S6 a Brucker Schnellstraße S35 u Kapfenbergu. Její celková délka je zhruba 134 km.

## Popis
| km   | Místo                   | Popis                                                                   | m n. m. |
| ---- | ----------------------- | ----------------------------------------------------------------------- | ------- |
| 0    | St. Pölten              | Začátek B20 je na výjezdu z B1 na náměstí Europaplatz                   | 272     |
| 2    | St. Pölten              | Podjezd po tratí Leobersdorfer Bahn                                     | 277     |
| 2,9  |                         | Westautobahn A1 – vjezd a výjezd a podjezd pod dálnicí                  | 282     |
| 3,3  |                         | Z B20 odbočka na Pielachtal Straße B39                                  | 285     |
| 7,2  | St. Pölten              | Městská část St. Georgen – průjezd                                      | 305     |
| 11,2 | Wilhelmsburg            | Průjezd městem                                                          | 325     |
| 18,7 | Traisen                 | Průjezd městem – z B20 odbočka na Hainfelder Straße B18                 | 350     |
| 22,7 | Lilienfeld              | Průjezd osadou Marktl a most přes řeku Traisen                          | 369     |
| 23,9 | Lilienfeld              | Průjezd městem                                                          | 375     |
| 27,8 | Lilienfeld              | Průjezd osadou Schrambach a most přes řeku Traisen                      | 396     |
| 29,4 | Türnitz                 | Osada Freiland – z B20 odbočka na Hohenberger Straße B214               | 410     |
| 39   | Türnitz                 | Průjezd městem                                                          | 475     |
| 41   |                         | 2 x most přes řeku Türnitz                                              | 500     |
| 53   | Annaberg                | Horské sedlo Annaberg – 976 m n. m.                                     | 976     |
| 54   |                         | průjezd obcí                                                            | 972     |
| 59   | Annaberg                | Osada Lassingrotte – z B20 odbočka na Puchenstubner Straße B28          | 820     |
| 66   | Josefsberg              | Horské sedlo Josefsberg – 1012 m n. m.                                  | 1012    |
| 72   | Mitterbach am Erlaufsee | Podjezd pod tratí Mariazellerbahn                                       | 793     |
| 73   |                         | Průjezd obcí a most přes řeku Erlauf                                    | 793     |
| 74   | Mitterbach am Erlaufsee | Nadjezd nad tratí Mariazellerbahn                                       | 805     |
| 75   | Mariazell               | Odbočka na letiště                                                      | 858     |
| 77   |                         | Městská část Sankt Sebastian – průjezd městem                           | 870     |
| 79   |                         | Průjezd městem – z B20 odbočka na Gutensteiner Straße B21               | 835     |
| 80   | Mariazell               | z B20 odbočka na Zellerrain Straße B71                                  | 781     |
| 81   |                         | Most přes řeku Salza                                                    | 771     |
| 84   | Mariazell               | Městská část Gußwerk – průjezd a odbočka z B20 na Hochschwab Straße B24 | 758     |
| 100  | Seebergalm              | Horské sedlo Steirische Seeberg – 1253 m n. m.                          | 1253    |
| 117  | Aflenz                  | Průjezd místními částmi městyse                                         | 785     |
| 121  | Thörl                   | Průjezd městysem                                                        | 640     |
| 133  | Kapfenberg              | Průjezd městem – z B20 odbočka na Leobener Straße B116                  | 507     |
| 135  | Kapfenberg              | Konec B20 nájezdem na rychlostní silnici Semmering Schnellstraße S6     | 510     |

Poznámka: v tabulce uvedené kilometry a nadmořské výšky jsou přibližné.